# خیزش مرگ ۲
خیزش مرده ۲ (به انگلیسی: Dead Rising ۲) و (به ژاپنی: デッドライジング ۲ Deddo Raijingu ۲) یک بازی ویدئویی در سبک اکشن-ماجراجویی است که توسط شرکت کپ‌کام، برای نخستین بار در ۲۴ سپتامبر ۲۰۱۰ ساخته و منتشر شد. این بازی برای ویندوز و کنسول‌های پلی‌استیشن ۳ و ایکس‌باکس ۳۶۰ عرضه شده‌است. شرکت بلو کسل، در ساخت این بازی با کپ‌کام همکاری نموده‌است.
داستان‌های این بازی، پنج سال پس از رخدادهای بازی پیشین بوده و داستان آن پیرامون شخصیت چاک گرین (به انگلیسی: Chuck Greene) است.
این بازی درمجموع ۲٫۲ میلیون نسخه به فروش رساند و در رتبه ۱۴ پرفروش‌ترین بازی‌های کپ‌کام تا تاریخ ۳۱ مارس ۲۰۱۱ قرار گرفت.

## نقدها
| گردآورنده  | امتیاز                                                        |
| ---------- | ------------------------------------------------------------- |
| گیم‌رنکینگز | 81٪ (X360) ۸۰٪ (PS3) ۷۵٪ (PC)                                 |
| متاکریتیک  | 79/۱۰۰ (X360) ۸۰/۱۰۰ (PS3) ۷۷/۱۰۰ (PC) <! Custom aggregators> |

| ناشر         | امتیاز  |
| ------------ | ------- |
| یوروگیمر     | 8/۱۰    |
| جی۴          | ۴/۵     |
| گیم اینفورمر | 9٫۵۰/۱۰ |
| گیم‌پرو       | [ ۱۰ ]  |
| گیم رولیشن   | B+      |
| گیم‌اسپات     | 8٫۵/۱۰  |
| گیم‌اسپای     | [ ۱۳ ]  |
| گیمزتی‌ام     | 7/۱۰    |
| گیم‌تریلرز    | 8٫۱/۱۰  |
| آی‌جی‌ان       | 8٫۰/۱۰  |